# Anna Ahrens (Schriftstellerin, 1865)
Anna Ahrens (* 4. April 1865 in Schwerin als Julie Henriette Johanne Wilhelmine Helene Anna Seemann; † 10. Januar 1946 in Rostock-Warnemünde) war eine deutsche Schriftstellerin. Sie veröffentlichte unter dem Pseudonym Anna Pilot.

## Leben
Anna Ahrens wurde als Tochter des Rittergutspächters Wilhelm Seemann (1822–1881) und dessen Ehefrau Helena, geb. Straube (1837–1912), in Schwerin geboren. Die Taufe erfolgte am 30. April desselben Jahres. Paten aus dem Kreise der Familie waren der Lehrer Johannes Straube aus Lübeck (Großvater mütterlicherseits) und die Pensionärsfrau Julie Seemann aus Nieklitz (Großmutter väterlicherseits).
Ihre Kindheit verbrachte Anna Ahrens in Rostock. Sie wurde von ihrer Mutter, die nach dem Tod des Ehemanns als Erzieherin in einer Privatschule arbeitete, auf den Lehrerinnenberuf vorbereitet. Ahrens wirkte bis zu ihrer Eheschließung als Erzieherin in Norddeutschland.
In Rostock heiratete sie am 5. Juli 1893 den Augenarzt August (Berthold Ernst) Ahrens (1865–1896) und folgte ihm nach Lübeck. Nach dessen Tod zog sie mit ihrer Mutter und der einzigen Tochter Helene (geb. 1895) nach Warnemünde. Dort lebte sie zunächst im Haus Wachtlerstraße 1, dann im Haus Moltkestraße 6 und später im Strandweg 14. Sie gründete dort zunächst ein Töchterpensionat, das sie später in eine Fremdenpension umwandelte.
Am 6. Oktober 1909 heiratete Anna Ahrens in Warnemünde in zweiter Ehe den Oberlehrer am Bützower Realgymnasium Rudolf Sues (geb. 1877) und lebte wahrscheinlich einige Jahre in Bützow. Die Ehe wurde im November 1913 rechtskräftig geschieden. Sie legte den Namen Sues wieder ab, kehrte nach Warnemünde zurück und betrieb dort bis zu ihrem Tod die Pension „Heimat“ sowie das Fremdenheim „Poseidon“.

## Werke
- Warnemünder Geschichten. Novellen. Sattler, Braunschweig 1899. [Neuaufl.: Hillger, Berlin und Leipzig ca. 1907]
- Woans Fru Kiehrdianniks vör 60 Johr 'ne feine Dam as Badgast kreeg. Scherzspiel. Krakow, Warnemünde 1906
- Seedorn. Gedichte. Warnemünde ca. 1908.
- Windmöhlnsang un Heimatklang 1939
- Vergäten Sang ut Kinnerdagen in Stader Archiv 1939.